# Campylocheta plumbea
Campylocheta plumbea är en tvåvingeart som först beskrevs av Louis-Paul Mesnil 1952.  Campylocheta plumbea ingår i släktet Campylocheta och familjen parasitflugor.
Artens utbredningsområde är Kongo. Inga underarter finns listade i Catalogue of Life.